# Nereo Champagne
Nereo Champagne (Salto, 20 gennaio 1985) è un calciatore argentino, portiere svincolato.

## Carriera

### Club
La sua carriera da calciatore professionista inizia nel 2005 quando viene acquistato dal San Lorenzo per militare nelle varie divisioni giovanili e, dopo due stagioni, debutta in prima squadra. Nel 2010 passa in prestito per un anno al Ferro Carril Oeste per giocare in modo continuo in prima squadra. A fine stagione, dopo aver collezionato 37 presenze con i biancoverdi, ritorna al club di Buenos Aires.

### Nazionale
Nel 2005 prese parte, come riserva, al campionato sudamericano Under-20 e al seguente campionato mondiale Under-20. Nel 2006 partecipò, senza scendere in campo, ad un'amichevole con la nazionale Under-20.

## Palmarès

### Club

#### Competizioni nazionali
- Campionato argentino: 1

San Lorenzo: Clausura 2007

### Nazionale
- Campionato mondiale Under-20: 1

2005